# 唐津市立切木小学校
唐津市立切木小学校（からつしりつ きりごしょうがっこう）はかつて佐賀県唐津市肥前町万賀里川にあった公立の小学校。
2025年（令和7年）3月末をもって閉校し、唐津市立小学校3校（竹木場・大良・切木）の統合により、竹木場小学校の校地に「唐津市立高峰小学校」が新設された。

## 概要
歴史
1874年（明治7年）創立の「中浦小学校」と1875年（明治8年）創立の「切木小学校」が1900年（明治30年）に「切木尋常小学校」として統合された。数回の改称を繰り返し、現校名になったのは2005年（平成17年）。統合した1900年（明治33年）を創立年としており、2025年（令和7年）3月末をもって閉校。126年の歴史（前身校も含めれば151年の歴史）に幕を下ろした。
校章
桜の花弁の絵を背景にして、中央に校名の「切小」の文字（縦書き）を置いている。1977年（昭和52年）に制定。
校歌
1935年（昭和10年）に制定。
通学区域
住所表記で唐津市肥前町の後に「万賀里川、仁田野尾、大浦、満越、中浦、杉野浦、湯野浦、切木、赤坂」が続く地域）。
中学校区は唐津市立高峰中学校。

## 沿革
旧・中浦小学校
- 1874年（明治7年）2月 - 切木村中浦に「中浦小学校」が創立。初等科の授業を行う。
  - 後に「公立初等中浦小学校」、「尋常中浦小学校」に改称。
- 1892年（明治25年）4月 - 「中浦尋常小学校」に改称。

旧・切木小学校
- 1875年（明治8年）2月 - 切木村切木に「切木小学校」が創立。初等科の授業を行う。
  - 後に「公立初等切木小学校」に改称。
- 1886年（明治19年）- 小学校令の施行により、「尋常切木小学校」に改称。
- 1892年（明治25年）4月 - 「切木尋常小学校」に改称。

統合
- 1900年（明治33年）4月1日 - 上記2校を統合の上、切木村万賀里川字向田に「切木尋常小学校」を設置。
- 1902年（明治35年）2月 - 高等科（2年制）を併置し、「切木尋常高等小学校」に改称。
- 1903年（明治36年）3月 - 高等科の年限を4年とする。
- 1908年（明治41年）4月1日 - 義務教育年限（尋常科の修業年限）が4年から6年に延長される。これに伴い、以下の改編を行う。
  - 旧・高等科1年を尋常科5年に、旧・高等科2年を尋常科6年に、旧・高等科3年を高等科1年とする。
- 1910年（明治43年）4月1日 - 高等科2年を設置。
- 1925年（大正14年）11月 - 運動場を新設。
- 1929年（昭和4年）5月 - 校地拡張埋立工事が完成。
- 1930年（昭和5年）3月 - 校舎を増築。
- 1935年（昭和10年）4月 - 校歌を制定。
- 1937年（昭和12年）8月 - 切木教育後援会を設立。
- 1941年（昭和16年）4月1日 - 国民学校令の施行により、「切木村国民学校」に改称。尋常科を初等科に改める。
- 1947年（昭和22年）4月1日 - 学制改革により、国民学校初等科が「切木村立切木小学校」に改組される。
  - 国民学校高等科は新制中学校「切木村立切木中学校」として小学校に併置される。
- 1948年（昭和23年）3月 - 後援会を解散し、育友会（PTA）を設立。
- 1958年（昭和33年）
  - 1月 - 切木小学校校区は肥前町と合併[3]し、「肥前町立切木小学校」に改称。
  - 4月 - 合併による校区変更により、瓜ヶ坂は肥前町立田野小学校に、湯野尾・座川内は玄海町立有浦小学校の校区となる。
- 1960年（昭和35年）2月 - 運動場を拡張。
- 1961年（昭和36年）2月 - 講堂が完成。
- 1969年（昭和44年）3月 - 鉄筋コンクリート造2階建ての新校舎が完成。
- 1977年（昭和52年）3月 - 新校旗（校章）を制定。
- 1988年（昭和63年）2月 - 新校舎（特別教室）が完成。
- 1990年（平成2年）2月 - 体育館が完成。
- 1991年（平成3年）6月 - 土俵が完成。
- 2002年（平成14年）7月 - パソコン教室を設置。
- 2005年（平成17年）1月1日 - 肥前町と唐津市の合併により、「唐津市立切木小学校」（現校名）に改称。
- 2025年（令和7年）
  - 3月22日 - 閉校式を挙行[4]。
  - 3月31日 - 閉校[1]。

## アクセス
最寄りのバス停
- 昭和バス 「切木小学校前」バス停

最寄りの幹線道路
- 国道204号
- 佐賀県道342号筒井万賀里川線

## 周辺
- 唐津市役所肥前支所切木出張所
- やまのもり切木保育園
- 熊野神社

## 参考資料
- 「肥前町史」（1999年（平成11年）4月, 肥前町史編纂員会）

## 関連事項
- 佐賀県小学校の廃校一覧